# Kristine Andersen
Kristine Andersen (2 aprile 1976) è un'ex pallamanista danese.
Con la maglia della nazionale danese ha vinto l'oro olimpico ai Giochi di Atlanta 1996 e ai Giochi di Atene 2004.

## Palmarès

### Giocatrice

#### Club
- Coppa delle Coppe EHF: 1

Ikast Bording: 2003-2004
- EHF Cup: 1

Ikast Bording: 2001-2002
- EHF Challenge Cup: 1

Ikast fS: 1997-1998
- Campionato danese: 1

Ikast fS: 1997-1998
- Coppa di Danimarca: 3

Ikast fS: 1997-1998, 1998-1999, 2000-2001

#### Nazionale
- Oro olimpico: 2

Atlanta 1996
Atene 2004
- Campionato europeo

 Oro: Danimarca 1996, Danimarca 2002
 Argento: Paesi Bassi 1998

### Individuale
- Miglior centrale al campionato europeo: 1

Danimarca 2002